# Pteroptrix bouceki
Pteroptrix bouceki är en stekelart som beskrevs av Pedata och Garonna 2005. Pteroptrix bouceki ingår i släktet Pteroptrix och familjen växtlussteklar.
Artens utbredningsområde är Italien. Inga underarter finns listade i Catalogue of Life.